# Trichoplusia echinocystidis
Trichoplusia echinocystidis là một loài bướm đêm trong họ Noctuidae.